# Golo Brdo, Medvode
Golo Brdo je vas v jugo-vzhodnem delu občine Medvode.